# أنجيلا بامبيس
أنجيلا بامبيس (بالإيطالية: Angela Bambace)‏ (من مواليد 14 فبراير 1898 - والمُتوفاة في 3 أبريل عام 1975) هي ناشطة نقابية عمالية إيطالية- برازيلية أميركية ومُنظّمة لاتحاد عمال الأزياء الدولي للسيدات لأكثر من خمسين سنة.

## سيرتها الذاتية
وُلدت أنجيلا بامبيس في سانتوس بالبرازيل لجوسيبينا كالابريسي وأنطونيو بامبيس المهاجرين من ليونفورتي بصقلية، وكانيتيلو بكالابريا على التوالي حيث استقر بهم المطاف في سانتوس بالبرازيل. هاجرت العائلة إلى مدينة نيويورك في عام 1901 واستقروا في شرق هارلم. عندما كانت بامبيس مُراهقة، تابعت أنجيلا وشقيقتها ماري أمهما في العمل في مجال الأزياء مثل معظم النساء المهاجرات الإيطاليات في مدينة نيويورك. حضرت أنجيلا وعائلتها الاجتماعات التي عقدها الأناركيون والاشتراكيون وأعضاء اتحاد عمال الصناعة والنقابة الدولية للسيدات العاملات في مجال الأزياء. أصبحت أنجيلا عضوًا في النقابة، ومنظّمة، وموظّفة، وموظفة في نقابة أزياء النساء في الفترة من عام 1917 إلى عام 1972.
أصبحت بامبيس في البداية عضوًا في رابطة صانعي الأزياء الإيطاليين المحلية عام 1917، وشغلت منصب المنظم الرئيسي في الرابطة عام 1919. وفي عشرينيات القرن العشرين، عاشت أنجيلا مع أمها وأختها وأخيها غير الشقيق- الأناركي الصقلي والصحفي في مجلة العمل نينو كابرارو، وابنتا نينو وماري أثينا وكليتا، وابنا أنجيلا فيليب وأوسكار، في منزل لعائلتين في فلوشينغ بنيويورك. خسرت أنجيلا حضانة أبنائها لزوجها الأول رومولو كامبونيسكي الذي كان يعمل نادلًا في روما في عام 1927، بسبب نشاطها العمالي، لكنها بقيت قريبة جداً من الأبناء وأطفالهم طوال حياتها. وفي أواخر العشرينيات من القرن الماضي، التقت أنجيلا ووقعت في حب لويجى كوينتليانو، وهو أناركي إيطالي مغرور وخبير بالتجارة، وعمل سكرتيرًا للجنة الإيطالية المعنية بالسجناء السياسيين ولعب دورًانشطًا في الدفاع عن ساكو وفانزيتي.
أرسلت نقابة الأزياء الإيطالية في أوائل عام 1930إلى بامبيس لتنظيم معرض الأزياء المُقام في بالتيمور. وبحلول عام 1942 تم تعيينها مديرة لقسم النقابة في مقاطعة ماريلاند-فيرجينيا التي أُنشئت حديثًا حافظت أنجيلا على هذا المنصب بعد إعادة سمية المقاطعة باسم إدارة الجنوب الأعلى. أصبحت أنجيلا في عام 1956 أول امرأة أمريكية إيطالية تُنتخب كنائبة رئيس الاتحاد وعضو في المجلس التنفيذي العام.
قبل الانضمام إلى النقابة، عملت بامبيس كمنظمة لعمال الملابس المندمجة في أمريكا، كما شاركت طوال حياتها في مجموعة متنوعة من المنظمات، بما في ذلك منظمة الأميركيون من أجل العمل الديمقراطي، ولجنة العمل المجتمعي في بالتيمور، ورابطة الأمم المتحدة، وصندوق تعليم المؤتمرات الجنوبية، ولجنة ميريلاند المعنية بشؤون المرأة، ولجنة العمل اليهودية.
تقاعد بامبيس من عملها النقابي في عام 1972 وتُوفي بعد صراع مع السرطان في بالتيمور بولاية ماريلاند، في عام 1975.